# Deb Fischerová
Debra Strobel Fischerová (* 1. března 1951 Lincoln, Nebraska) je americká politička za Republikánskou stranu. Od roku 2013 je senátorkou Spojených států amerických za Nebrasku, přičemž po zvolení v roce 2012 svůj mandát obhájila i v letech 2018 a 2024. Předtím byla v letech 2005–2013 poslankyní Sněmovny reprezentantů Nebrasky.
Vystudovala univerzitu Nebraska–Lincoln. Před vstupem do politiky působila více než 40 let v rodinné farmě. V Republikánské straně patří k blízkým spolupracovnicím Mitche McConnella, vůdce menšiny v Senátu USA.